# Hamish Clark
Hamish Clark (* 26. Juli 1965 in Broughty Ferry, Dundee, Schottland) ist ein schottischer Schauspieler.
Er ist vor allem bekannt für seine Rolle als Duncan McKay in der britischen Fernsehserie Monarch of the Glen (BBC).

## Filmografie
- 1997: My Wonderful Life (Fernsehserie) – Roger Graham
- 1997: Bring Me the Head of Mavis Davis – John (Präsentator)
- 1998: Sentimental Education – Rufus
- 1998: Martha trifft Frank, Daniel & Laurence – Sven (Steward)
- 1999: Piggy Bank – Karl
- 1999: Monarch of the Glen (Fernsehserie) – Duncan McKay (Reihen 1–7)
- 2004: The Only Boy For Me – Barney
- 2005: Blessed – Kinder des Teufels (Fernsehserie) – The Green Planet Man (3. Episode)
- 2006: Small Fish (Fernsehserie) – Marcus (Pilotfilm)
- 2006: After the Rain – Yvan
- 2011: Wer ist die Braut? (The Decoy Bride)

## Theater
- Phallacy (2005) von Carl Djerassi in New End Theatre, Hampstead – Otto
- Donkeys' Years (2006) von Michael Frayn in the Comedy Theatre, London – Quine
- The Agent (2007) von Martin Wagner in The Old Red Lion Theatre, London – Alexander